# Мазалов, Вартан Александрович
Варта́н Алекса́ндрович Маза́лов (род. 14 октября 1983 года, Самарканд) — российский футболист, нападающий.

## Карьера

### Клубная
Воспитанник ЦСКА. Играл во многих клубах, в основном первой лиги, что объясняется непокладистым характером футболиста и частыми конфликтами с тренерами и одноклубниками. В 2003 году, выступая за дублирующий состав ЦСКА, стал лучшим бомбардиров первенства дублёров (15 мячей в 23 встречах) и завоевал бронзовые медали соревнований. В последнем туре чемпионата 2003 года, когда армейцы уже досрочно обеспечили себе «золото», вышел на замену на 68-й минуте в матче против «Рубина». Этот матч является единственным в карьере Мазалова, проведённым в премьер-лиге, тем не менее он позволил игроку стать обладателем золотых медалей.
В 2004 году был отдан в аренду в «Химки», в середине сезона переведён в махачкалинский «Анжи». В 2005 году вернулся в ЦСКА, успел сыграть два матча за дублёров, забил 2 мяча, после чего был вновь отдан в аренду в команду первого дивизиона челябинский «Спартак», где провёл весь сезон и с 15 голами стал лучшим бомбардиром клуба. В 2006 году команда из Челябинска переехала в Нижний Новгород. Мазалов отыграл полсезона за «Спартак», перейдя в белгородскую «Салют-Энергию». За весь сезон 2006 Мазалов отличился всего лишь дважды. Также с голевой засухи начался и сезон 2007 года в ростовском СКА. По этой причине Мазалов не всегда попадал в состав, в результате чего случались конфликты с тренером Франтишеком Комняцким. Ближе к середине сезона Мазалов разыгрался и с 11 мячами стал лучшим бомбардиром клуба. В 2008 году Мазалов был выбран капитаном команды. Играл постоянно, но в сентябре внезапно был отстранён от игр, а потом покинул команду. Тем не менее, его результат в 21 забитый мяч некоторое время оставался лучшим в первом дивизионе (в итоге поделил 4—5 места в списке бомбардиров).
В ноябре 2008 года подписал четырёхлетний контракт с «Ростовом», а 20 января 2009 года по обоюдному соглашению расторг контракт, причиной тому стал отказ Вартана от пересмотра контракта с клубом в сторону понижения зарплаты. 9 марта 2009 года подписал двухлетнее соглашение с «Анжи». 29 июля 2009 года перешёл в ФК «Нижний Новгород», но 7 августа отказался от перехода по собственной инициативе. 1 августа 2011 года подписал контракт со СКА. Реакция болельщиков на его возвращение была неодобрительной, так как после ухода из СКА Мазалов в интервью негативно отзывался о клубе и болельщиках. В ноябре 2011 года появились сообщения об избиении одного из болельщиков с участием Мазалова; сам футболист от комментариев отказался.

### В сборной
С 2004 по 2005 год выступал за молодёжную сборную России.